# French Open 1985 (Badminton)
Die French Open 1985 im Badminton fanden am 6. und 7. April 1985 in Lille statt. Es war die 55. Auflage des Championats.

## Finalresultate
| Disziplin    | Sieger                         | Finalist                        | Ergebnis    |
| ------------ | ------------------------------ | ------------------------------- | ----------- |
| Herreneinzel | Kim Brodersen                  | Claus Thomsen                   | 15–7, 15–12 |
| Dameneinzel  | Maria Henning                  | Pernille Nedergaard             | 11–2, 11–7  |
| Herrendoppel | Kim Brodersen Claus Thomsen    | Lars Noies Thomas Sattrup       | 15–8, 15–8  |
| Damendoppel  | Maria Henning Lilian Johansson | Sylvie Debienne Helle Aagesen   | 15–2, 15–0  |
| Mixed        | Lars Noies Dorthe Lynge        | B. Sørensen Pernille Nedergaard | 15–9, 15–9  |